# Црни кукурек
Црни кукурек (лат. Helleborus niger), који се још назива и кукурек божичњак, врста је кукурека.

## Подврсте
Познате су две подврсте:
- има сјајне, тамнозелене листове, чији су сегменти ромбично-клинасти, а њихови зупци прилегли. Цветови су 6-8 cm у пречнику, са пет великих листова који су бели или слабо црвенкасти. Расте у Словенији и Хрватској.
- има мат-плавичастозелене листове, а сегменти су широко ланцетасти са мање-више штрчећим зупцима. Цветови су већи него код друге подврсте (8-11 cm у пречнику), а велики листови црвени. Ово је ендемит јужног Тирола.

## Историја
За црни кукурек се сматра да је прва биљка чији се отров користио у рату против цивила. Наиме, током 590. п. н. е. тиранин Клистен из Сикиона је окупио градове-државе у рату против античког града Кира. Град је био утврђен и становници су се добро бранили, све док нападачима није пало на памет да у реку из које се град снабдевао водом убаце ову биљку. Она садржи алкалоид елаборин који изазива јаку дијареју. Тако је одбрана ослабила и град је убрзо пао у руке агресорима.